# 地球物理学

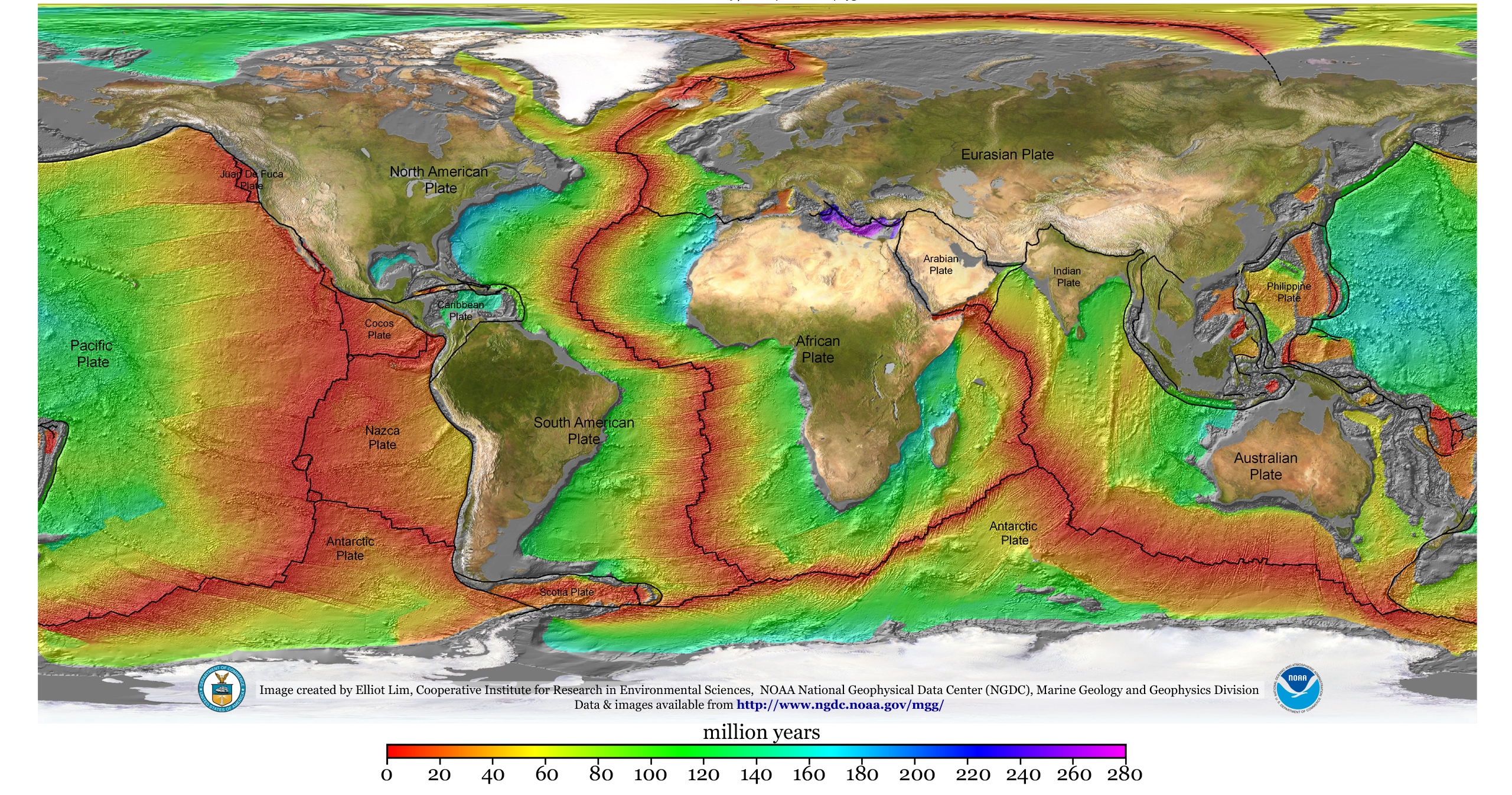
海床年代。定年資訊大部分來自於磁異常。

地球物理学（英語：geophysics）是透過定量物理方法研究地球的自然科學学科。通常使用地震波、重力、电磁、地熱和放射能等方法。狹義的地球物理學專指地質學上的應用，包括地球的形狀; 重力場和磁場; 內部結構和組成; 動力學和板塊構造; 岩漿的產生; 火山活動和岩石形成等。不過現代地球物理學組織使用更廣泛的定義，包括了冰和水在內的水循環； 海洋和大氣的流體動力學; 電離層和磁層中的電磁特性與日地關係; 以及月球和其他行星相關的類似問題。
雖然地球物理學在19世紀才被認為是一門獨立的學科，但起源可以追溯到古代。最早人類開始以天然磁石製作成指南針。公元132年張衡建立了第一台檢驗地震的儀器。艾薩克·牛頓將他的力學理論應用於潮汐和歲差，並開發了儀器來測量地球的形狀、密度和重力場，以及水循環的流程。 20世紀以來，發展出使用遠距離探測固體地球和海洋的地球物理學方法，地球物理學對於板塊構造理論的發展影響相當大。
地球物理學有許多對於社會需求的應用，如礦產資源、自然災害預防和環境保護。地球物理勘測數據則用於分析潛藏的油氣和礦脈; 地下水層定位;尋找考古遺跡;確定冰川和土壤的厚度;評估環境復育的場址等等。

## 發展歷史

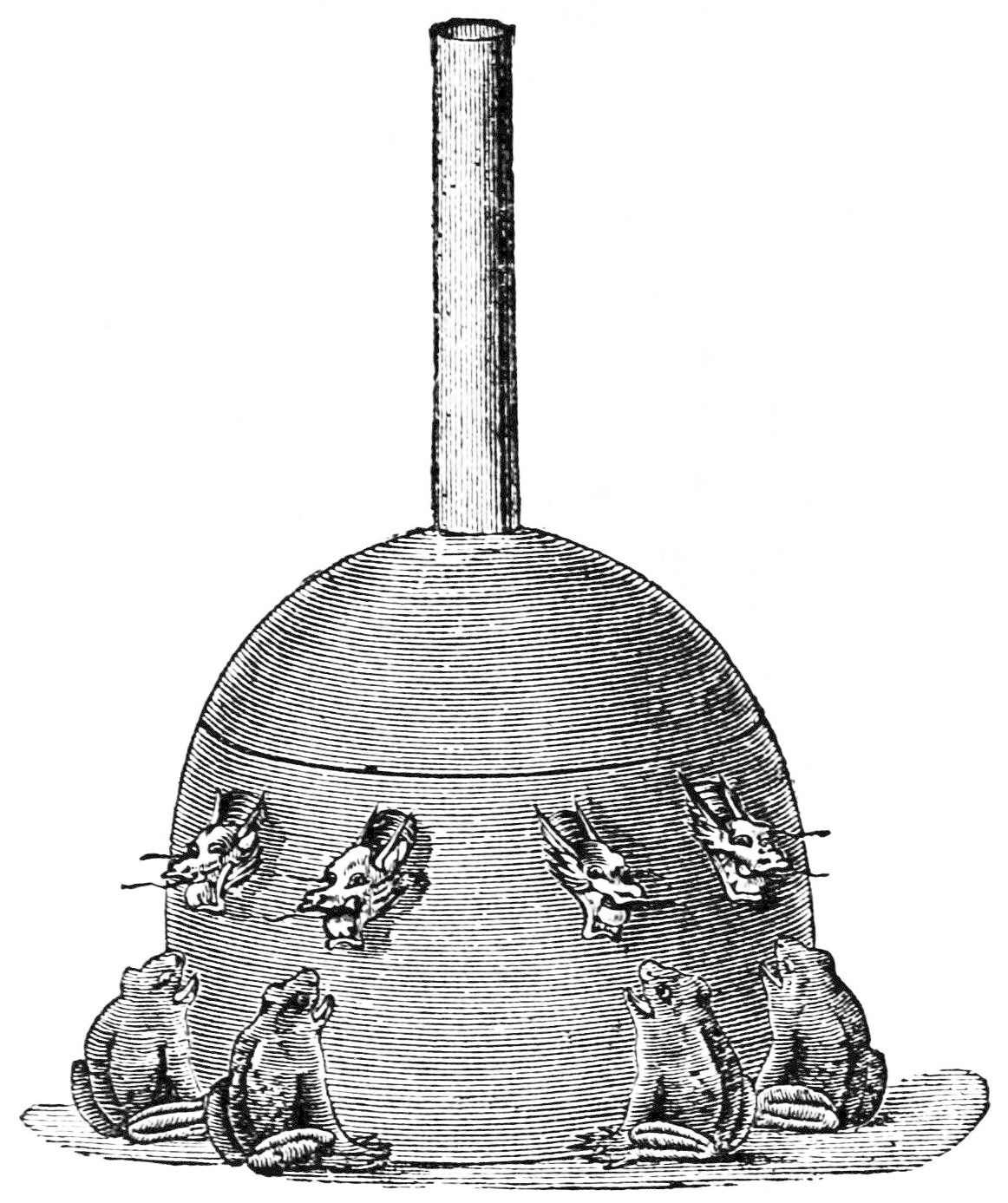
地震學家約翰·米爾恩構想的古代中國候風地動儀外形。

地球物理學在19世紀才出現，由自然地理學、地質學、天文學、氣象學和物理學的角度出發。然而自古以來，人類已經對地磁、地震等許多地球物理現象進行了探討。

### 古代
公元前240年，昔蘭尼的埃拉托斯特尼推斷地球是圓的，並使用三角學和夏至太陽在埃及兩地的角度測量出地球的周長。他也設計出經度、緯度系統。公元132年，發明家張衡發明了世界上最早的驗震器，或許是關於地震最早的研究。歐洲在1571年後，才由歐特費爾提出地震儀的設計，但並沒有建成。
世界上最早記載關於使用天然磁石製成的指南針，出現在北宋沈括《夢溪筆談》。歐洲第一個關於指南針的紀錄則是在1190年。

### 現代科學的開始
威廉·吉爾伯特1600年出版的《論磁石》標誌著現代科學的開始。提出一系列精細的磁力實驗報告後，吉爾伯特推測，指南針指向北，是因為地球本身就有磁性。1687年，艾薩克·牛頓發表了《自然哲學的數學原理》，不僅為古典力學和引力奠定了基礎，也解釋各種地球物理現象，如潮汐和歲差。詹姆斯·福布斯於1844年建造了第一台地震儀，能夠持續地記錄地震活動。

## 方法

### 大地測量
地球物理測量是在特定時間、地點，精確測量位置、大地形變以及重力，屬於大地測量學領域。大地測量學與地球物理學是兩個各自獨立，但彼此關係密切的領域，許多科學組織，如美國地球物理聯盟（AGU）、加拿大地球物理聯盟（AGU）和國際大地測量學與地球物理學聯合會（IUGG）都同時包含這兩者
。要獲得地表絕對位置最普遍的方式是透過全球定位系統（GPS），由4個以上的人造衛星資訊並參考1980年國際地球原子參數（GRS80）計算得到3維位置。另外也有大地天文學方法，結合天文坐標和局部重力向量來獲得大地坐標。此方法只提供兩個坐標位置，比GPS的使用更為困難。但它可以用於測量地球的運動，如章動和錢德勒擺動。兩點或多點的相對位置可以使用甚長基線干涉測量決定。
重力測量因為需要相關的地表測量做為參考座標，也屬於大地測量的一部份。對於陸地的重力測量可以使用地面或直昇機上的重力儀。從1960年代開始，地球重力場可以通過分析人造衛星的運動來推算。海平面也可以通過使用衛星上的雷達高度計來測量，有助於建立更準確的大地水準面。2002年，美國國家航空暨太空總署發射了重力回復及氣候實驗衛星（GRACE），以一對雙衛星通過GPS和微波測距系統測量兩顆衛星之間的距離，來獲得精確度的地球重力場變化。 GRACE檢測到的重力變化包括由洋流變化引起的重力變化; 徑流和地下水耗盡; 融化的冰蓋和冰川。

### 人造衛星和太空探測器
太空中的人造衛星除了使用可見光，也可以使用其他電磁頻譜進行觀測。地球物理學和太空物理學研究每個行星獨特的重力場和磁場。測量航天器在軌道上經歷的加速度變化，可以繪製行星重力場的細節。例如在1970年代，透過月球軌道測量月海上方的重力場擾動，發現在了在雨海、澄海、危海、神酒海和濕海盆地下方，存在有質量異常集中的質量瘤。

## 地球物理學分支
地球物理學包括許多分支。固體地球物理学同樣是使用多種傳統物理學方法，但研究目的不同。主要是研究地球內部結構及其起源、演化并預測其發展。例如預報天然地震即是固體地球物理學的重要研究課題之一。勘测地球物理学是使用地震、重力、磁、电和电磁等的方法来寻找石油、天然气、矿石、水等等具有经济开发价值的物体。
- 固体地球物理学
- 矿物物理学
- 地球动力学
- 地震学
- 火山學
- 地热学
- 地磁学
- 古地磁学
- 大氣電學
- 水文地理学
- 海洋学
- 气象学
- 大地构造物理学
- 地核构造学
- 勘探地球物理学
- 大地测量学
- 大地天文学

## 参見
- 地理学
- 地質學
- 天文学
- 太空科學
- 测绘学

## 注解
1. 1 2  Sheriff 1991
2. 1 2  IUGG 2011
3. ↑  AGU 2011
4. ↑  Hardy & Goodman 2005
5. ↑  Schröder, W. . Acta Geodaetica et Geophysica Hungarica. 2010, 45 (2): 253–261. doi:10.1556/AGeod.45.2010.2.9.
6. ↑  Eratosthenes 2010
7. ↑  Temple 2006，第177–181頁
8. 1 2  Dewey & Byerly 1969
9. ↑  Temple 2006，第162–166頁
10. ↑  Merrill, McElhinny & McFadden 1996
11. ↑  Newton 1999 Section 3
12. 1 2 3  National Research Council (U.S.). Committee on Geodesy 1985
13. ↑  Defense Mapping Agency 1984
14. ↑  Torge 2001
15. ↑  CSR 2011
16. ↑  Muller & Sjogren 1968
17. ↑  . 台灣的活動斷層. 經濟部中央地質調查所.   [2017-09-10]. （原始内容存档于2017-09-10） （中文（臺灣））.